# Old Time's Sake
Old Time's Sake er en sang af den amerikanske rapper Eminem, fra hans sjette studiealbum Relapse, fra 2009. Sangen var den anden ikke-officielle og fjerde single i alt, fra albummet. Sangen har Eminems mentor, rapperen Dr. Dre, med på omkvædet. 